# 高強度コンクリート
高強度コンクリート（こうきょうどコンクリート、英語：high-strength concrete）は、コンクリートの一種。普通コンクリートよりも強度が高い。
2016年現在、日本では高強度コンクリートの基準には複数の異なる定義が併存している。

## 意味と定義
コンクリートは圧縮力（上からの荷重）に強いのが特長である。この強度を表す単位として、以前は「kgf/cm2」が用いられていたが、SI基本単位への移行後は「N/mm2」が用いられている。これはそのコンクリートが1平方ミリメートルあたり何ニュートンの力を支えられるかを示す。この値が高いものが「高強度コンクリート」とされている。
一般に建築工事や土木工事では、コンクリートは固まる前の流動状のものを使用し、現場で建築物へと施工していくため、完成後のコンクリート建造物の強度を実測することは困難である。このため予め設計上の強度（設計基準強度）を定め、コンクリートが固まる前の材料の成分比を調整することで計算上の強度が発揮されるようになっている。一方、実際には現場での施工誤差が生じるため、その誤差分を見越して設計基準強度よりもいくらか高い値のコンクリート材料を用いることも多く、その場合の値を「呼び強度」と称する。一般に設計には設計基準強度を用いるが、施工では呼び強度を用いる。
建築基準法（主に設計基準強度を定める）の改正やJIS規格（主に呼び強度を定める）の改定によって、求められる強度の数値は変わるほか、コンクリートの用途によっても定義や認定取得手続きは異なっている。そのため古い時代には高強度コンクリートと称したものが、改正後は高強度コンクリートの基準に合致しなくなるということが起きうる。
主に建築物の設計の観点から、日本建築学会では設計基準強度48N/mm2を上回るものを「高強度コンクリート」と定義している。さらに80N/mm2を上回ると「超高強度コンクリート」という。
実際に生コンクリート（レディーミクストコンクリート）を生産する立場からは、JIS規格によって呼び強度が50から60のものを「高強度コンクリート」と規定されている。
土砂や水、凍害に晒されるダムやトンネルなどを扱う土木学会では、設計基準強度が50N/mm2から100N/mm2のものを「高強度コンクリート」と定義している。

## 製法と特徴
基本的には材料の水セメント比を低くする（水を少なく・セメントを多くする）ことでコンクリートの強度は高まる。これはコンクリートの中性化（劣化）を抑制する効果もあり、鉄筋コンクリートの寿命を長くすることにもつながる。
しかし水が少ないコンクリートは流動性が落ちるので、取り扱いや施工は困難になる。そのため化学混和剤を混合することで、強度を出しつつも流動性を確保する技術が研究されてきた。超高強度コンクリートでは高性能AE減水剤の開発によって実現したものである。それでも高い強度のコンクリートは施工の難易度も高いので、強度が高いコンクリートほど、材料費と施工費の両方が高くなる。さらに高強度コンクリートの使用には特殊な認定を取得する必要があり、その事務コストも建築費を押し上げる要因となる。一般財団法人建築コスト管理システム研究所の試算（2010年）によれば、設計基準強度70N/mm2以下の高強度コンクリートに比べ、80N/mm2ではコストが2.5倍程度、100N/mm2以上では5倍以上のコストがかかる。
日本では生コンクリートを生産する工場、実際に取り扱う施工手順、完成したコンクリート建築物のそれぞれに、様々な観点から「高強度」を認定するための制度が設けられている。

## 歴史
1974（昭和49）年に鹿島建設が社宅として豊島区に建設した18階建ての「椎名町アパート」で、設計基準強度 300kgf/cm2（約30N/mm2に相当）というコンクリートが使用された。当時、日本建築学会が定めていたコンクリートの設計基準強度(JASS 5)の指針では、一般建築で135kgf/cm2、最も高いものでも225kgf/cm2としており、椎名町アパートのコンクリートはこれを大きく上回る強度を持っていた。椎名町アパートは1975年のBCS賞を受賞し、これを高強度コンクリートと言うようになった。
1977年に日本建築学会はコンクリートの設計基準強度の指針(JASS 5)を改定して高強度コンクリートの基準を定めた。当初はこの数値をクリアする設計基準強度のコンクリートが高強度コンクリートと呼ばれていた。一方、1975（昭和50）年に劣悪な材料を使用したコンクリートによる欠陥問題（欠陥生コン問題）が露呈し、設計上の基準だけではなく施工上の基準も求められるようになり、1978（昭和53）年に日本工業規格が改定されて呼び強度の概念が定められた（JIS A 5308 日本工業規格（土木および建築）の一覧参照）。
はじめのうち、高強度コンクリートを用いて高層建築を行う場合には、実際の施工に先立って試験的に同じ方法で作ったコンクリートの実測を行って強度を確認していた。建設省（現在の国土交通省）建築研究所では、1988（昭和63）年から1993（平成5）年にかけて高強度コンクリートの設計や製造、品質管理の研究を行ったほか、財団法人日本建築センターによって高強度コンクリートの製造や施工に対する技術評価が行なわれた。1999年頃までには、日本国内の高層住宅でも130N/mm2クラスの高強度コンクリートが使用されるまでになった。
2000（平成12）年の建築基準法改正では高強度コンクリートは国土交通大臣による認定を受けることが可能となった。2003（平成15）年のJIS規格改定では、コンクリート強度に関する規定が改められ、呼び強度45までを「普通コンクリート」、呼び強度50・55・50を「高強度コンクリート」と定められた。

## 超高層建築物への鉄筋コンクリート造の拡大
この高強度コンクリートの普及により、風への耐力等の観点からマンション建設への鉄筋コンクリート構造の導入が進み、さらには超高層マンション建設増加にもつながった。例えば1996年竣工で当時日本一高いマンションであったザ・シーン城北は60N/mm2の超高強度コンクリートの使用を前提に設計されている。

## 超高強度コンクリートの爆裂の危険性とその対策
硬化時に内部の気泡を減少させて密度を高めている120N/mm2超の超高強度コンクリートにおいて、火災熱により内部の水分が気化膨張して破裂する「爆裂」し構造物の強度が低下する現象が指摘され、この対策として2000年頃よりポリオレフィン系の繊維などを混入して高温時に水分の逃げ道を生じさせる対策が行われている。通常のコンクリートは気泡が水分の逃げ道となるためこのような現象は起きない。